# Marco Garcés
Marco Antonio Garcés Ramírez (* 7. November 1972 in Mexiko-Stadt) ist ein ehemaliger mexikanischer Fußballspieler, der vorwiegend im Mittelfeld agierte.

## Leben

### Verein
Garcés begann seine Profikarriere in der Saison 1994/95 bei seinem „Heimatverein“ Cruz Azul, für den er sein Debüt in der mexikanischen Primera División am 4. September 1994 beim 5:2-Heimsieg gegen die Toros Neza bestritt. Mit dem Hauptstadtverein gewann Garcés je einmal die mexikanische Meisterschaft (Invierno 1997), die Copa México (1996) und den CONCACAF Champions Cup (1997).
Ende 1997 verließ er die Cementeros und stieß über zwei kurzfristige Stationen im Großraum von Guadalajara bei den Tecos und bei Chivas im Sommer 1999 zum CF Pachuca, mit dem er drei weitere Meistertitel (Invierno 1999, Invierno 2001 und Apertura 2003) und noch einmal den CONCACAF Champions Cup (2002) gewann.
Ende 2003 verließ er die Tuzos und kehrte zu Cruz Azul zurück, bei dem er seine aktive Laufbahn ausklingen ließ.
Gegenwärtig (2013) arbeitet Garcés als Talentscout wieder in Diensten des CF Pachuca.

### Nationalmannschaft
Im ersten Quartal 2002 kam Garcés insgesamt viermal für die mexikanische Nationalmannschaft zum Einsatz: Sein Debüt bestritt er am 19. Januar gegen El Salvador (1:0) und auch die beiden nächsten Spiele im Januar 2002 fanden im Rahmen des CONCACAF Gold Cup 2002 statt. Im zweiten Vorrundenspiel gegen Guatemala (3:1) gelang Garcés sein einziger Länderspieltreffer und im Viertelfinale schied El Tri (nach einem 0:0 in der regulären Spielzeit mit 2:4 im Elfmeterschießen) gegen Südkorea aus. Sein vierter und letzter Länderspieleinsatz fand am 13. März 2002 in einem Testspiel gegen Albanien (4:0) statt.

## Erfolge
- Mexikanischer Meister: Invierno 1997, Invierno 1999, Invierno 2001, Apertura 2003
- Mexikanischer Pokalsieger: 1996
- CONCACAF Champions’ Cup: 1997, 2002